# Boubacar Sow
Boubacar Sow (ur. 28 listopada 1957) – senegalski judoka. Olimpijczyk z Moskwy 1980, gdzie zajął dziewiętnaste miejsce w wadze ekstralekkiej.
Wicemistrz igrzysk frankofońskich w 1989 roku.

## Letnie Igrzyska Olimpijskie 1980
| Konkurencja | Eliminacje             | Klas. końcowa |
| Konkurencja | Przeciwnik I           | Miejsce       |
| ----------- | ---------------------- | ------------- |
| 60 kg       | Luiz Shinohara (BRA) P | 19.           |